# Gustavo Bezares
Gustavo Adolfo Bezares Gascón (Logroño, La Rioja, 14 de enero de 1977) es un exfutbolista español y entrenador español. Su posición era la de delantero. Actualmente es entrenador.

## Trayectoria

### Como futbolista
Se formó en la cantera del Unión Deportiva Casetas en el que jugó desde 1997 a 1999, año en el que firmó por el Haro Deportivo, con el que jugó durante tres temporadas desde 1999 a 2002. En la temporada 2002-03 firma por el CD Mirandés, en el que juega durante dos temporadas en la Segunda División B de España. Más tarde, formaría parte de la Fundación Logroñés y de la SD Oyonesa, donde cuelga las botas en 2012.

### Como entrenador
Finalizada su carrera como futbolista, comenzó su carrera como entrenador siendo entrenador de las categorías inferiores del Club Deportivo Berceo, desde 2018 a 2022.
El 19 de enero de 2022, firma como entrenador del Racing Rioja Club de Fútbol de la Segunda Federación, tras la destitución de Rodrigo Hernando González, formando tándem con Iván Agustín.

## Clubes

### Como jugador
| Club                    | País   | Año       |
| ----------------------- | ------ | --------- |
| Unión Deportiva Casetas | España | 1997-1999 |
| Haro Deportivo          | España | 1999-2002 |
| CD Mirandés             | España | 2002-2005 |
| Fundación Logroñés      | España | 2005-2007 |
| SD Oyonesa              | España | 2007-2012 |

### Como entrenador
| Club                                | País   | Año       |
| ----------------------------------- | ------ | --------- |
| Club Deportivo Berceo (Fútbol base) | España | 2018-2022 |
| Racing Rioja Club de Fútbol         | España | 2022-2023 |
| Club Deportivo Berceo               | España | 2023-2024 |
| Comillas CF                         | España | 2024-2025 |